# Галява (лісова сторожка)
Галява — колишнє поселення (лісова сторожка) у Красівській сільській раді Бердичівського району Бердичівської округи.

## Населення
Відповідно до перепису населення СРСР 17 грудня 1926 року, чисельність населення становила 5 осіб, з них, за статтю: чоловіків — 3, жінок — 2; за етнічним складом: українців — 5. Кількість домогосподарств — 1.

## Історія
Заснована у 1908 році, входила до складу Пузирецької волості Бердичівського повіту Київської губернії. З 1926 року в підпорядкуванні Красівської сільської ради Бердичівського району Бердичівської округи. Відстань до центру сільської ради села Красівка — 0,5 версти, до районного центру м. Бердичів — 14 верст, до окружного центру у Бердичеві — 14 верст, до найближчої залізничної станції Бердичів — 14 верст.
Знята з обліку до 1 жовтня 1941 року.